# Хвощёво (Нижегородская область)
Хвощёво — сельский посёлок в Дивеевском районе Нижегородской области. Входит в состав Сатисского сельсовета.
Расположен в 11 км к югу от села Дивеево. Соединён грунтовыми просёлочными дорогами на севере с посёлком Городки (2 км), на западе с посёлком Орешки (2 км). В 1 км восточнее протекает река Вичкинза. Через посёлок проходит шоссе Дивеево — Сатис — Вознесенское. Местным населением используется исключительно оригинальное название — Хвощи. Употребляется языковой оборот «…на Хвощах».

## История
Образован в 1920-м году переселенцами из соседней деревни Рузаново. В начале Хвощи носили название Рузановский. Долгое время посёлок считался частью деревни Рузаново Кременковского сельсовета Дивеевского района. Потом он вошёл в состав сатисского совхоз "Вперёд"|совхоза «Вперёд».
В годы Великой Отечественной войны погибли 6 жителей посёлка.
По данным исследования 1978 года в посёлке насчитывалось 36 хозяйств и 59 жителей. Жители брали воду из колонок, пользовались баллонным газом. Работал ларёк Дивеевского «РайПо».
В 1992 году в посёлке было 17 хозяйств и 21 житель, из них 9 трудоспособных. 18 домов заселялись сезонно. Почти во всех домах имелся водопровод.
На январь 1995 года в посёлке числилось 12 хозяйств, в которых проживало 15 человек.

## Современность
В настоящее время в посёлке проживают постоянные жители. Имеется пруд. Работает автосервисная точка.